# Secretario de Estado de Guerra (Francia)
El Secretario de Estado de Guerra (en francés: Secrétaire d'État à la guerre), más tarde Secretario de Estado, Ministro de Guerra (en francés: Secrétaire d'État, Ministre de la guerre), fue uno de los cuatro o cinco secretarios de Estado especializados en Francia durante el Antiguo Régimen. El cargo era responsable del Ejército, de la Mariscalía y de la supervisión de las provincias fronterizas francesas. En 1791, durante la Revolución Francesa, el Secretario de Estado de Guerra pasó a denominarse Ministro de Guerra.

## Lista de secretarios
| No. | Retrato | Nombre | Término                  | Término                  | Término            | Rey                               | Ref.                 |
| No. | Retrato | Nombre | Asumió el cargo          | Dejó el cargo            | Tiempo en el cargo | Rey                               | Ref.                 |
| --- | ------- | --- | ------------------------ | ------------------------ | ------------------ | --------------------------------- | -------------------- |
| Nombramiento de los cuatro primeros Secretarios de Estado por Enrique II el 1 de abril de 1547.                              |         | |                          |                          |                    |                                   |                      |
| 1 |         | Guillaume Bochetel Señor de Sassy, de Brouillamenon, de Laforest-Thaumyer                                          | 1 de abril de 1547       | 1558                     | 10 años, 275 días  | Enrique II                        | [ 2 ]                |
| 1 |         | Claude II de l'Aubespine Señor de Hauterive, Barón de Châteauneuf                                                  | 1 de abril de 1547       | 11 de noviembre de 1567  | 20 años, 224 días  | Enrique II Francisco II Carlos IX | [ 2 ]                |
| 1 |         | Côme Clausse Señor de Marchaumont, de Fleury, de Courances                                                         | 1 de abril de 1547       | 1558                     | 10 años, 275 días  | Enrique II                        | [ 2 ]                |
| 1 |         | Juan de Thier Señor de Beauvoir                                                                                    | 1 de abril de 1547       | 11 de noviembre de 1559  | 11 años, 275 días  | Enrique II Francisco II           | [ 3 ]                |
| 5 |         | Jacques Bourdin Señor de Villenes                                                                                  | 1558                     | 6 de julio de 1567       | 9 años, 186 días   | Enrique II Francisco II Carlos IX | [ 3 ]                |
| 6 |         | Florimond II Robertet Señor de Fresne                                                                              | 1558                     | Octubre de 1567          | 9 años, 273 días   | Enrique II Francisco II Carlos IX | [ 3 ]                |
| 7 |         | Florimond III Robertet Barón de Alluye                                                                             | 1559                     | Junio de 1569            | 8 años, 151 días   | Francisco II Carlos IX            | [ 3 ]                |
| 8 |         | Claude III de l'Aubespine Señor de Hauterive, Barón de Châteauneuf                                                 | 1567                     | 11 de septiembre de 1570 | 3 años, 253 días   | Carlos IX                         | [ 3 ]                |
| 9 |         | Simón Fizes Barón de Sauves                                                                                        | 22 de octubre de 1567    | 27 de noviembre de 1579  | 12 años, 36 días   | Carlos IX Enrique III             | [ 4 ]                |
| 10 |         | Nicolás de Neufville Marqués de Villeroy                                                                           | 25 de octubre de 1567    | 8 de septiembre de 1588  | 20 años, 319 días  | Carlos IX Enrique III             | [ 4 ]                |
| 11 |         | Pierre de Brûlart Señor de Genlis, Señor de Crosne                                                                 | 8 de junio de 1569       | 8 de septiembre de 1588  | 19 años, 92 días   | Carlos IX Enrique III             | [ 4 ]                |
| 12 |         | Claude Pinart Barón de Cremailles, Barón de Malines, Barón de Valois                                               | 13 de septiembre de 1570 | 8 de septiembre de 1588  | 17 años, 361 días  | Carlos IX Enrique III             | [ 4 ]                |
| Creación efectiva del cargo en 1588. Los titulares anteriores fueron Secretarios de Estado, pero los cargos son indistintos. |         | |                          |                          |                    |                                   |                      |
| 13 |         | Luis de Revol | 15 de septiembre de 1588 | 24 de septiembre de 1594 | 6 años, 9 días     | Enrique III Enrique IV            | [ 5 ]                |
| (10) |         | Nicolás de Neufville Marqués de Villeroy                                                                           | 30 de septiembre de 1594 | 4 de marzo de 1606       | 11 años, 155 días  | Enrique IV                        | [ 6 ]                |
| 14 |         | Pierre de Brûlart Marqués de Sillery, vizconde de Puisieux, barón de Grand-Pressigny                               | 4 de marzo de 1606       | 9 de agosto de 1616      | 10 años, 158 días  | Enrique IV Luis XIII              | [ 6 ]                |
| - |         | Claude Mangot Señor de Villeran, d'Orgères, de Villarceaux Interino                                                | 9 de agosto de 1616      | 25 de noviembre de 1616. | 113 días           | Luis XIII                         | [ 7 ]                |
| - |         | Cardenal Armand Jean du Plessis Duque de Richelieu, duque de Fronsac Interino                                      | 25 de noviembre de 1616  | 24 de abril de 1617      | 150 días           | Luis XIII                         | [ 7 ]                |
| (14) |         | Pierre de Brûlart Marqués de Sillery, vizconde de Puisieux, barón de Grand-Pressigny                               | 24 de abril de 1617      | 5 de febrero de 1624     | 6 años, 287 días   | Luis XIII                         | [ 8 ]                |
| 15 |         | Charles Le Beauclerc Señor de Achères, Señor de Rougemont                                                          | 5 de febrero de 1624     | 12 de octubre de 1630    | 6 años, 249 días   | Luis XIII                         | [ 8 ]                |
| 16 |         | Abel Servien Marqués de Sablé, Marqués de Boisdauphin, Conde de La Roche des Aubiers                               | 11 de diciembre de 1630  | 12 de febrero de 1636    | 5 años, 63 días    | Luis XIII                         | [ 8 ]                |
| 17 |         | François Sublet Barón de Dangu, Señor de Noyers                                                                    | 12 de febrero de 1636    | 10 de abril de 1643      | 7 años, 57 días    | Luis XIII                         | [ 8 ]                |
| 18 |         | Michel Le Tellier Marqués de Barbezieux, Señor de Chaville, de Étang, de Viroflay                                  | 13 de abril de 1643      | 1666                     | 22 años, 263 días  | Luis XIII Luis XIV                | [ 8 ]                |
| 19 |         | François Michel Le Tellier Marqués de Louvois                                                                      | 1666                     | 16 de julio de 1691      | 25 años, 196 días  | Luis XIV                          | [ 8 ] [ 9 ]          |
| 20 |         | Luis François Marie Le Tellier Marqués de Barbezieux                                                               | 16 de julio de 1691      | 5 de enero de 1701       | 9 años, 173 días   | Luis XIV                          | [ 8 ] [ 10 ]         |
| 21 |         | Michel de Chamillart Señor de Montfermeil                                                                          | 8 de enero de 1701       | 9 de junio de 1709       | 8 años, 155 días   | Luis XIV                          | [ 11 ] [ 12 ] [ 13 ] |
| 22 |         | Daniel François Voysin Señor de Mesnil-Voysin, de Bouray, de Plessis, de La Noiraye, de Janville, de Lardy         | 9 de junio de 1709       | 14 de septiembre de 1715 | 6 años, 97 días    | Luis XIV Luis XV Regencia         | [ 11 ] [ 14 ] [ 15 ] |
| - |         | Claude Louis Hector Príncipe de Martigues, Duque de Villars, Vizconde de Melun                                     | 26 de noviembre de 1715  | 24 de septiembre de 1718 | 2 años, 303 días   | Regencia Luis XV                  | [ 11 ]               |
| - |         | Louis Phélypeaux Marqués de La Vrillière                                                                           | 14 de octubre de 1715    | 24 de septiembre de 1718 | 2 años, 346 días   | Regencia Luis XV                  | [ 11 ]               |
| - |         | Joseph Jean Baptiste Fleuriau Marqués de Armenonville                                                              | 14 de febrero de 1716    | 24 de septiembre de 1718 | 2 años, 223        | Regencia Luis XV                  | [ 11 ]               |
| 23 |         | Claude le Blanc | 24 de septiembre de 1718 | 1 de julio de 1723       | 4 años, 280 días   | Regencia Luis XV                  | [ 16 ] [ 17 ] [ 18 ] |
| 24 |         | François Victor Le Tonnelier Marqués de Fontenay-Trésigny, Marqués de Breteuil                                     | 4 de julio de 1723       | 16 de junio de 1726      | 2 años, 347 días   | Luis XV                           | [ 16 ] [ 17 ] [ 19 ] |
| (23) |         | Claude le Blanc | 16 de junio de 1726      | 19 de mayo de 1728       | 1 año, 338 días    | Luis XV                           | [ 16 ] [ 17 ] [ 18 ] |
| 25 |         | Nicolás Prosper Bauyn Señor de Angervilliers                                                                       | 23 de mayo de 1728       | 15 de febrero de 1740    | 11 años, 268 días  | Luis XV                           | [ 16 ] [ 17 ] [ 20 ] |
| 26 |         | François Victor Le Tonnelier Marqués de Fontenay-Trésigny, Marqués de Breteuil                                     | 20 de febrero de 1740    | 7 de enero de 1743       | 2 años, 321 días   | Luis XV                           | [ 16 ] [ 21 ]        |
| 27 |         | Marc Pierre de Voyer Marqués de Paulmy, conde de Argenson                                                          | 8 de enero de 1743       | 2 de febrero de 1757     | 14 años, 25 días   | Luis XV                           | [ 16 ] [ 21 ] [ 22 ] |
| 28 |         | Marc Antoine René de Voyer Marqués de Paulmy, Marqués de Argenson                                                  | 3 de febrero de 1757     | 4 de marzo de 1758       | 1 año, 29 días     | Luis XV                           | [ 23 ] [ 21 ]        |
| 29 |         | Charles Louis Auguste Fouquet duque de Belle-Isle                                                                  | 4 de marzo de 1758       | 26 de enero de 1761      | 2 años, 328 días   | Luis XV                           | [ 23 ] [ 24 ] [ 21 ] |
| 30 |         | Étienne François Marqués de Stainville, Duque de Choiseul                                                          | 27 de enero de 1761      | 24 de diciembre de 1770  | 9 años, 331 días   | Luis XV                           | [ 25 ] [ 21 ]        |
| - |         | Louis Phélypeaux conde de Saint-Florentin, duque de La Vrillière, Secretario de Estado de la Casa del Rey Interino | 24 de diciembre de 1770  | 4 de enero de 1771       | 11 días            | Luis XV                           |                      |
| 31 |         | Luis Francisco Marqués de Monteynard                                                                               | 4 de enero de 1771       | 28 de enero de 1774      | 3 años, 24 días    | Luis XV                           | [ 25 ] [ 26 ] [ 27 ] |
| 32 |         | Emmanuel Armand de Vignerot du Plessis-Richelieu Duque de Aiguillon, Duque de Agénois                              | 28 de enero de 1774      | 2 de junio de 1774       | 125 días           | Luis XV Luis XVI                  | [ 25 ] [ 27 ] [ 28 ] |
| 33 |         | Louis Nicolas Victor de Félix d'Ollières Conde de Muy, Conde de Grignan                                            | 9 de junio de 1774       | 10 de octubre de 1775    | 1 año, 123 días    | Luis XVI                          | [ 29 ] [ 27 ]        |
| 34 |         | Claude Louis Robert, Conde de Saint-Germain                                                                        | 25 de octubre de 1775    | 23 de septiembre de 1777 | 1 año, 333 días    | Luis XVI                          | [ 30 ] [ 31 ] [ 27 ] |
| 35 |         | Alexandre Marie Léonor de Saint-Mauris Conde de Montbarrey                                                         | 27 de septiembre de 1777 | 15 de diciembre de 1780  | 3 años, 79 días    | Luis XVI                          | [ 32 ] [ 27 ]        |
| - |         | Charles Gravier conde de Vergennes Secretario de Estado de Asuntos Exteriores Interino                             | 15 de diciembre de 1780  | 23 de diciembre de 1780  | 8 días             | Luis XVI                          |                      |
| 36 |         | Philippe Henri Marqués de Ségur                                                                                    | 23 de diciembre de 1780  | 27 de agosto de 1787     | 6 años, 247 días   | Luis XVI                          | [ 33 ] [ 34 ]        |
| - |         | Louis Auguste Le Tonnelier, Barón de Breteuil, barón de Preuilly Secretario de Estado de la Casa del Rey Interino  | 27 de agosto de 1787     | 23 de septiembre de 1787 | 27 días            | Luis XVI                          |                      |
| 37 |         | Athanase Louis Marie de Loménie Conde de Brienne                                                                   | 23 de septiembre de 1787 | 21 de agosto de 1788     | 272 días           | Luis XVI                          | [ 33 ] [ 35 ] [ 34 ] |
| 38 |         | Louis Pierre de Chastenet Conde de Puységur                                                                        | 30 de noviembre de 1788  | 12 de julio de 1789      | 224 días           | Luis XVI                          | [ 34 ]               |
| 39 |         | Víctor Francisco Duque de Broglie                                                                                  | 12 de julio de 1789      | 16 de julio de 1789      | 4 dias             | Luis XVI                          | [ 34 ]               |
| Cargo vacante del 16 de julio al 4 de agosto de 1789.                                                                        |         | |                          |                          |                    |                                   |                      |
| 40 |         | Jean-Frédéric de la Tour du Pin de Gouvernet, Conde de Paulin                                                      | 4 de agosto de 1789      | 16 de noviembre de 1790  | 1 año, 104 días    | Luis XVI                          | [ 36 ]               |
| 41 |         | Louis Lebègue Duportail                                                                                            | 16 de noviembre de 1790  | 25 de mayo de 1791       | 190 días           | Luis XVI                          | [ 38 ]               |